# قوات التدخل السريع (مصر)
قوات التدخل السريع هي إحدى أفرع القوات المسلحة المصرية والتي تم تشكيلها في مارس 2014 وحضر أول اصطفاف لها وزير الدفاع آنذاك المشير عبد الفتاح السيسي، والفريق أول صدقي صبحي وزير الدفاع السابق، بصفته رئيس أركان حرب القوات المسلحة وقتها. وهي قوات محمولة جوا ذات تشكيل خاص، تتسم بالقدرات العالية وطبيعة العمل الخاصة ومسلحة وفقاً لأحدث نظم التسليح العالمية.
تضم القوات أكفأ العناصر من المشاة الميكانيكي والمدرعات والدفاع الجوي والمدفعية والمقذوفات الموجهة المضادة للدبابات، بالإضافة إلى عناصر الاستطلاع والشرطة العسكرية وعدد من الطائرات المقاتلة والقوات الخاصة المجهزة للإبرار الجوي والمزودة بأحدث الأسلحة والمعدات.
وتختص القوات بمواجهة كل المخاطر والتهديدات الإرهابية المحتملة ضد الأهداف والمنشآت الحيوية وكيفية التصدي لها بالأسلوب الأمثل داخل وخارج البلاد
وقد قامت تلك القوات بمهام وإنجازات كبيرة في الحرب ضد الإرهاب في شمال سيناء.

## التاريخ
تعتبر قوات التدخل السريع المصرية «المحمولة جوا» التي أسسها الفريق أول عبد الفتاح السيسي في 25 مارس 2014، لها من قدرات قتالية عالية ومستوى تدريب متطور، وقدرة على المواجهة والتحرك محليا أو إقليميا أو دوليا، خاصة في ظل التحديات التي تواجه مصر والمنطقة العربية في الوقت الراهن.
وكان تأسيس قوات للتدخل السريع في القوات المسلحة المصرية آخر ما شارك فيه الرئيس عبد الفتاح السيسي خلال عمله بالقوات المسلحة، حيث أنهى خدمته الطويلة بالجيش المصري عقب تأسيس هذه القوات بيومين اثنين فقط، وأعلن وقتها من المنطقة المركزية العسكرية، الموكل إليها تبعية قوات التدخل السريع أن هذه الوحدات مجهزة للدفاع عن مصر في أي مكان، سواء في الداخل أو الخارج.
تعد مصر هي أول دولة تمتلك قوات التدخل السريع “محمولة جواً” في المنطقة العربية والشرق الأوسط وحوض البحر المتوسط.

## التأسيس
تم تأسيس قوات التدخل السريع المصرية وتزويدها بأحدث الأسلحة والمعدات والقادة والضباط والأفراد الأكثر قدرة على القتال والمواجهة، من أجل القيام بمهام خاصة جدا في وقت قياسى غير مسبوق، قياسا على قوات التدخل السريع المحمولة جوا في الجيش الأمريكي، الفرقتين "101" و"82" المحمولتين جوا، بالإضافة إلى الحلف الأطلسي «الناتو»، فلم يستغرق إنشاؤها سوى نحو ستة أشهر تقريبا، لتكون درعا قويا في مواجهة الإرهاب المتنامي في المنطقة والتهديدات الأمنية التي ظهرت في منطقة الشرق الأوسط عقب ثورات الربيع العربي، ومنافسا قويا لقوات التدخل السريع على مستوى العالم.

## الهدف من التأسيس

عناصر القوات الخاصة من الصاعقة و التابعة لقوات التدخل السريع المشكلة حديثا

دبابات من نوع إم1 أبرامز تابعة للقوات التدخل السريع المصرية خلال العرض العسكري لمناورات رعد الشمال

سبب إنشائها في الجيش المصري مرهون بالمتغيرات الإقليمية في المنطقة المحيطة بمصر، بعد ظهور تحديات جديدة أمام الجيش المصري تتضمن الفوضى في ليبيا وبدء من الحدود الغربية مع مصر بخلاف المليشيات العسكرية، الإرهاب في سيناء والتهديدات المستمرة من عناصر تنظيم القاعدة وأنصار بيت المقدس، وداعش ورسائل الإنذار من كتائب عز الدين القسام وحركة حماس لاقتحام الحدود المصرية مع قطاع غزة، أعمال التهريب المستمرة للسلاح في الجنوب على الحدود مع السودان، ومواجهه تكوين خلايا إرهابية جهادية تابعة لأنصار لبيت المقدس وكتائب الفرقان.
وهو الأمر الذي تتطلب وجود قوات عسكرية مدربة ومجهزة ومسلحة متخصصة للتدخل السريع والتعامل الفوري والمباشر والحاسم مع هذه التهديدات، والقضاء عليها قبل أن تتزايد أو تتسبب في أضرار مادية ومعنوية ضد الدولة ومواطنيها في أي زمان ومكان، حتى لو تطلب الأمر اختراق الحدود والتعامل مع المليشيات المسلحة في عقر دارها وبكل قوة.

## التشكيل
يشمل تشكيل قوات التدخل السريع في الجيش المصري قوات بقوام «فرقة» ممثل خلالها كافة الأسلحة العاملة في القوات المسلحة بأفرعها الرئيسية وتشكيلاتها البرية، بالإضافة إلى الهيئات والإدارات التخصصية التابعة لأجهزة القيادة العامة، حيث تضم لواء مشاة ميكانيكي متطور ومسلح وفق أحدث نظم القتال، ولديه معدات ذات قدرات فنية عالية من حيث الحركة والاستعداد، بالإضافة إلى كتائب منفصلة من الدبابات والمدفعية والمقذوفات الموجهة المضادة للدبابات، والصاعقة والشرطة العسكرية والمهندسين العسكريين، بالإضافة إلى كتائب دفاع جوى «تشكيلات برية» من صواريخ «الشابرال» الأمريكية، بالإضافة إلى وحدات صواريخ الضبع الأسود المحمولة على الكتف، ودعم من الطائرات المقاتلة والمروحيات الهجومية، وقد خضعت هذه الوحدات إلى برامج تأهيل وتدريب غير تقليدية للتدريب على تنفيذ مهام قتالية في مختلف الظروف.

## التسليح
تتكون هذه القوات من الأفرع القتالية المختلفة للجيش: مجموعة صاعقة “عدة كتائب” مزودة بمركبات “هامفي”، إضافة لمركبات “رينو شيربا” المجهزة بتدريع مضاد للألغام والقذائف الخفيفة، وتعتبر هذه المركبات هي الأنسب للقوات الخاصة التي تحتاج إلى السرعة وخفة الحركة أثناء العمليات القتالية. كتائب مشاة ميكانيكية مزودة المركبات المدرعة المقاتلة من النوع YPR-765 الأثقل من مركبات إم-113، والأكثر تجهيزًا للقتال على الخطوط الأمامية.
كتيبة دبابات (30 – 40) دبابة M60A3 خفيفة الوزن، العاملة كداعم نيراني لدى فرق المشاة الميكانيكية، وتتسلح بمدفع رئيسي عيار 105 ملم، يطلق قذائف الطاقة الحركية عالية الاختراق، وقذائف الطاقة الكيميائية شديدة الانفجار، وقذائف الطاقة الكيميائية شديدة الانفجار، ومطورة بمنظومة تحكم وإدارة نيرانية مصرية الصنع، وكمبيوتر مهام باليستي، ومنظومة راصدة بالأشعة تحت الحمراء. كتيبة مدفعية ميدانية مزودة بمدافع الهاوتزر عيار 155 ملم من النوع إم 109 هاوتزر ذاتي الحركة، يتميز بسرعة الحركة على الجنزير، وتنوع الذخائر مابين عالية الانفجار خارقة الدروع HE-AP، وكيميائية، والذخائر الذكية الموجهة بأشعة الليزر المعروفة باسم الكوبرهيدM712 Copperhead، وأنواع أخرى.
كتيبة مدفعية مقذوفات مسلحة بعناصر المقذوفات الموجهة المضادة للدبابات والمزودة بمركبات هامفي، محمول عليها قواذف صواريخ تاو، الموجهة المضادة للدبابات والبالغ مداها 3.75 كلم، وتتميز مركبات الهامفي بالسرعة وخفة الحركة والقدرة على المناورة. كتيبة شرطة عسكرية مزودة بمركبات “بانثيرا” المنضمة لخدمة الجيش حديثًا، والمجهزة بتدريع خاص مضاد للألغام الأرضية، وهي مخصصة لأعمال الدورية المسلحة والتأمين. والشرطة العسكرية مهامها غاية في الحيوية حيث تقوم بفتح المحاور لتحرك القوات وتوجيهها على الطرق المفترض أن تسلكها، وتنظيم تحركات هذه القوات بتوقيتات وترتيبات محددة بأسماء وأرقام كل كتيبة أو سرية.
كتيبة دفاع جوي مزودة بمنظومات شاباريل المضادة للطائرات، والموجهة بالأشعة تحت الحمراء، ويبلغ مداها 9 كلم، وتصل إلى ارتفاع 4 كلم، فصائل الاستطلاع والإشارة والملحقة على كامل القوة، مروحيات شينوك للنقل العسكري للأفراد والمعدات، ومروحيات مي-17 لنقل الأفراد، وتوفير الدعم والإسناد، النيراني المباشر للقوات الأرضية، طائرات النقل العسكري ستعمل على نقل الأفراد والمركبات المدرعة وإسقاط وحدات الصاعقة في المناطق المطلوبة، يتم دعم هذه القوات جوا بطائرات القصف، والدعم والإسناد القريب، بخلاف المروحيات القانصة للدبابات عند الحاجة، ويمكن توفير الدعم البحري.

### أسلحة المشاة

#### الأسلحة الصغيرة
| الإسم          | بلد الأصل                  | الطراز             | عيار               | ملاحظات          | الصورة |
| -------------- | -------------------------- | ------------------ | ------------------ | ---------------- | ------ |
| إيه كيه إم     | الاتحاد السوفيتي · مصر     | بندقية اقتحام      | .62X39mm           |                  |        |
| سيج سج 516     | المانيا · الولايات المتحدة | بندقية اقتحام      | .56X45mm           |                  |        |
| ب ك ب بيتشينيج | روسيا                      | رشاش متعدد الأغراض | 7.62x54mm          |                  |        |
| دوشكا          | الاتحاد السوفيتي           | مدفع رشاش ثقيل     | 12.7X108mm         | محمولة على هامفي |        |
| إم 2 براوننج   | الولايات المتحدة           | مدفع رشاش ثقيل     | 12.7X99 mm         | محمولة على هامفي |        |
| قنّاص AWM       | المملكة المتحدة            | بندقية قنص         | .300 ينشستر ماغنوم |                  |        |

#### المضادة للدبابات والصواريخ
| الإسم           | بلد الأصل              | الطراز                 | عيار        | الصورة |
| --------------- | ---------------------- | ---------------------- | ----------- | ------ |
| آر بي جي        | الاتحاد السوفيتي · مصر | قذيفة صاروخية          | nbsp;40 mm  |        |
| بي جي إم-71 تاو | الولايات المتحدة       | صاروخ موجه مضاد للدروع | nbsp;152 mm |        |

### المركبات

#### المركبات البرية
| الإسم                   | بلد الأصل                  | الطراز              | الصورة |  |
| ----------------------- | -------------------------- | ------------------- | ------ |  |
| إم1 أبرامز              | الولايات المتحدة · مصر     | دبابة قتالية        |        |  |
| مركبة مشاة قتالية مدرعة | الولايات المتحدة · النرويج | مركبة مشاة قتالية   |        |  |
| ريفا                    | جنوب أفريقيا               | ناقلة جنود مدرعة    |        |  |
| إم-113                  | الولايات المتحدة           | ناقلة جنود مدرعة    |        |  |
| رينو شيربا 2            | فرنسا                      | مركبة تكتيكية خفيفة |        |  |
| هامفي                   | الولايات المتحدة           | مركبة تكتيكية خفيفة |        |  |
| إم992 فاسف              | الولايات المتحدة           | مركبة إعادة التموين |        |  |
| إم548                   | الولايات المتحدة           | مركبة إعادة التموين |        |  |
| إم88                    | الولايات المتحدة           | مركبة إصلاح مدرعة   |        |  |

#### المركبات الجوية
| الإسم             | بلد الأصل        | الطراز          | الصورة |
| ----------------- | ---------------- | --------------- | ------ |
| إتش-47 شينوك      | الولايات المتحدة | طائرة نقل عسكري |        |
| إيه إتش-64 أباتشي | الولايات المتحدة | مروحية هجومية   |        |
| ميل مي-17         | الاتحاد السوفيتي | طائرة نقل عسكري |        |

### المدفعية
| الإسم         | بلد الأصل        | الطراز              | الصورة |
| ------------- | ---------------- | ------------------- | ------ |
| إم 109 هاوتزر | الولايات المتحدة | مدفعية ذاتية الحركة |        |

### الدفاع الجوي
| الإسم  | بلد الأصل        | الطراز       | الصورة |  |
| ------ | ---------------- | ------------ | ------ |  |
| أفينجر | الولايات المتحدة | صاروخ أرض-جو |        |  |